# Беляев, Николай Тимофеевич
Никола́й Тимофе́евич Беля́ев (26 июня [8 июля] 1878, Санкт-Петербург — 6 ноября 1955, XVI округ Парижа) — русский, британский и французский учёный-металлург, физик металлов, историк, почётный член Association technique de Fonderie и Societe des Ingenieurs-Docteurs de France.

## Биография
Родился 26 июня (8 июля) 1878 года в Санкт-Петербурге в семье полковника (позднее генерала от артиллерии) Тимофея Михайловича Беляева и его второй жены Марии Николаевны Беляевой (в девичестве Септюриной).
Единокровный брат участника Первой мировой войны генерала Ивана Тимофеевича Беляева и генерала Сергея Тимофеевича Беляева, двоюродный брат генерала, последнего военного министра Российской империи Михаила Алексеевича Беляева.
Окончил 2-й Петербургский кадетский корпус, Михайловское артиллерийское училище (1899), Михайловскую артиллерийскую академию (1905). Получив при выпуске звание штабс-капитана, Беляев стал работать в академии репетитором.
В 1910 году защитил кандидатскую диссертацию «Кристаллизация, структура и свойства стали, полученной при медленном охлаждении» и стал преподавать в академии металлургию и химию. Как до, так и после защиты благодаря его знанию европейских языков Беляева неоднократно направляли на металлургические и оружейные заводы Германии, Франции, Италии и Англии, он также слушал лекции и работал в европейских лабораториях.
В 1914 году планировал защищать докторскую диссертацию по теме «Булат, его строение и свойства», однако после вступления России в Первую мировую принял командование артиллерийской батареей.
После тяжёлого ранения на фронт не вернулся, в 1915 году в чине полковника был командирован в Англию в Заготовительный комитет по снабжению русской армии. Там был награждён британским Орденом Бани.

### Эмиграция
После революции остался в Англии. В 1920 году вошёл в члены правления Русского экономического общества в Лондоне, в деятельности которого принимал активное участие. Продолжал работать в области исследований стали и серьёзно преуспел на этом поприще. Впоследствии на торжественном заседании Британского института стали и железа в Лондоне ему была вручена золотая Бессемеровская медаль с его портретом на обратной стороне.
В 1933 году он был также награждён золотой медалью за исследования по металлургии Корпорацией русских академиков-артиллеристов за рубежом.
В 1934 году обосновался в Париже, где занимался активной научной деятельностью, являясь действительным членом Русской академической группы в Париже, её представителем в Совете профессоров Русского высшего технического института в Париже. Был почётным членом Объединения русских дипломированных инженеров, членом Общества русских офицеров-артиллеристов во Франции.
В 1938 году был назначен попечителем Успенского храма в Лондоне. Почётный член Association technique de Fonderie и Societe des Ingenieurs-Docteurs de France.
Является автором ряда работ по древнерусской истории, по метрологии, особенно по древним русским мерам. Состоял в Обществе исследования древних саг. Был членом приходского совета Александро-Невского собора в Париже.
В 1948 году принимал участие в организации «Парижской православной культовой ассоциации» (фр. Association cultuelle orthodoxe russe à Paris). С 1951 года был заместителем председателя Объединения офицеров лейб-гвардии 1-й артиллерийской бригады.
Скончался 6 ноября 1955 года в Париже, похоронен на кладбище Сент-Женевьев-де-Буа.

## Награды
- Орден Святого Станислава 2-й ст. с мечами (ВП 05.09.1915)
- Орден Святого Владимира 4-й ст. с мечами и бантом (1915)

## Основные публикации
Источник — Электронные каталоги РНБ
- Беляев Н. Т. Кристаллизация, структура и свойства стали при медленном охлаждении. — СПб., 1909. — 95 с. — (Прил. к «Запискам Рус. техн. о-ва». 1909, № 8/9, 12; 1910, № 1-2, 4, 11-12).
- Беляев Н. Т. Международный конгресс 1910 года в Дюссельдорфе по горному делу, металлургии, прикладной механике и практической геологии. — СПб.: тип. М. Фроловой, 1910. — 9 с. — (Отт. из «Журн. Рус. металлург. о-ва», 1910 г., № 5).
- Беляев Н. Т. Метеорит из Бодайбо : [Доложено в заседании Физ.-мат. отд-ния 5 дек. 1912 г.]. — Петроград: фототип. и тип. А. Ф. Дресслера, 1915. — 3 с. — (Труды Геологического музея имени Петра Великого Академии наук. — 1914. — Т. 8, Вып. 4. — С. 129—132).
- Беляев Н. Т. Начало Руси : Лекция, прочит. на открытии Рус. нар. ун-та 1/14 июля 1922 г. в Королев. колледже Лондон. ун-та. — Лондон ; Прага, 1925. — 38 с.
- Беляев Н. Т. О булатах. — СПб.: типо-лит. С.-Петерб. тюрьмы, 1906. — 53 с.
- Беляев Н. Т. О Булате и Харалуге // Recueil d’etudes dediees a la memoire de N.P.Kondakov. — Prague: Seminarium Kondakovianum, 1926. — С. 155—186.
- Беляев Н. Т. О царской сумерийской мине, о дарике и о золотнике. — Seminarium kondakovianum. — Прага, 1931. — С. 179—204.
- Беляев Н. Т. Сумерійская мина, ея происхожденіе и величина // Сб. статей по археологіи и византиновѣдѣнію, издав. семинаріемъ им. Н. П. Кондакова. — Прага, 1928. — Т. 2. — С. 187—222.